# Карпо Масло
Карпо Масло (*д/н —після 1545) — український козацький ватажок, борець з османськими загарбниками.

## Життєпис
Походив з селянської родини. Про місце народження нічого невідомо. Є деякі відомості, що у 1530-1540-х роках діяв разом з загонами Яцька Білоуса із захисту Брацлавщини від нападу татар. Незважаючи на грізні погрози османського султана Сулеймана I Пишного 13 жовтня 1545 року 800 козаків на 32 чайках під командуванням отаманів Карпа Масла та Івана Держка з Черкас, Ісачки з Брацлаву, протягом ночі оволоділи Очаківським замком.
У турецьких архівах зберігся достатньо цікавий опис цієї морської операції козацького флоту: сам султан підраховував збитки. Захищаючи фортецю, загинуло п'ятеро, четверо яничарів отримали поранення, а 32 потрапили у полон до козаків. Про козацькі втрати не згадується. З числа останніх двадцять осіб заплатили за себе викуп на суму 40 600 аспр, і козакам дісталося їхнього майна на суму 19 000 аспр. Крім того, козаки мали ще 36 800 аспр окупу за тридцять інших підданих; в Україну також відігнали 97 коней. Усього турецький султан рахував шкоду на суму 97 000 аспр.
Про подальшу долю мало відомостей. Ймовірно брав участь у походах на Очаків у 1551 та 1556 роках.